# Hollfeld
Hollfeld est une ville de Bavière (Allemagne), située dans l'arrondissement de Bayreuth, dans le district de Haute-Franconie.

## Situation géographique
Hollfeld est situé à 25 kilomètres à l’ouest de Bayreuth et à 35 km à l’est de Bamberg dans la partie nord de la Franconie, à la confluence des rivières Wiesent et Kainach. Il y a environ 3500 habitants.

### Histoire
Le cœur de château et du village de Hollfeld était déjà occupé à la préhistoire et au début des temps historiques. Des murs sont encore visibles aujourd’hui. De plus, plusieurs objets ont été trouvés, qui vient d’époques différentes. Cela comprend une bouteille de verre La Tène, un rasoir de la première période romaine (Ier siècle apr. J.-C.), un manchon du tube de bronze de l’époque romaine tardive (environ 350 apr. J.-C.) et quelques pointes de flèches, sans doute de la période impériale tardive ou de la période de migration précoce (IVe ou Ve siècle apr. J.-C.).

### Première mention de Hollfeld
Hollfeld revient sur près de mille ans d’histoire. C’était en 1017 qu’elle a été pour la première fois officiellement mentionné, lorsque l’évêque de Wurtzbourg, a cédé la dîme de l’église au village d’Hollfeld appartenant à l’évêque de Bamberg.

### Destruction
Comme une frontière entre l’évêché de Bamberg et de Bayreuth-Kulmbach Margravia, Hollfeld a joué un rôle important. Mais elle fut détruite par les guerres et les incendies à plusieurs reprises. Elle subit notamment une destruction par les hussites en 1430. En 1552-1553 par la guerre de Trente Ans. En 1630-1631, la ville a été dévastée et en 1634 la peste a fait rage si violemment que seulement 14 couples sont restés. En 1724, la ville fut ravagée par un incendie.

### Appartenance à la Bavière
À la fin de l’évêché de Bamberg, la ville a été gérée par le prévôt Saint Gangolf Hollefelder. Depuis la diète impériale de 1803, elle appartient à la Bavière. Napoléon Bonaparte a pris Hollfeld pendant la campagne de Russie.

### Communauté de Hollfeld
La communauté a été fondée au cours des réformes administratives de Hollfeld en Bavière avec l’édit de 1818 sur la communauté.

## Politique
Karin est la première femme maire.
Blason : le drapeau de la ville de Hollfeld comporte les couleurs jaune, rouge et blanche.
Armoiries : le cavalier est interprété comme l’empereur Henri II, qui a fondé l’évêché de Bamberg en 1007.

## Religion
Une paroisse est mentionnée officiellement pour la première fois en 1017. La population est majoritairement catholique.

## Économie et infrastructure
Les entreprises de Hollfeld comprennent : Aldi, BayWa, Edeka, Futterfreund , Kik, net, NKD, Norma, les pharmacies Schlecker, de nombreux biens de consommations dont des fleurs, des vêtements, des chaussures, des articles cadeaux.
Il y a plusieurs compagnies de bus à Hollfeld, un cinéma et l’éditeur Bange C. connu au niveau national (notamment dans les écoles) par la publication de la traduction de la bibliothèque des classiques grecs et romains connue.

### L’école de Hollfeld
C’est un total de quatre écoles de l’État de Bavière. Les autres écoles sont situées à Munich et à Nuremberg. Les élèves des écoles polyvalentes de Hollfeld proviennent d’une zone qui va jusqu’à un peu plus de vingt kilomètres autour de la ville d’Hollfeld. La durée des cours est de 45 min.

## Culture et curiosités

### Bâtiments
Originaire d’un château médiéval au début, la ville et sa ville historique sont presque entièrement préservées. On peut voir l’église Gangolf, la mairie rénovée, la maison Wittnauer, l’église paroissiale de l’Assomption, le moulin de poisson datant de 1715, l’église de pèlerinage de Saint-Sauveur, le musée grange ou le musée d’art.

## Personnalités liées à la ville
- Erasmus Neustetter (1523-1594), théologien né à Schönfeld.